# Desargues (cráter)
Desargues es un antiguo cráter de impacto que se encuentra cerca de la extremidad norte de la Luna, en el hemisferio occidental, casi al sur del cráter Pascal y al sureste de Brianchon. La proximidad de este cráter a la extremidad significa que aparece muy alargado debido al escorzo, y es difícil discernir sus detalles desde la Tierra.
Esta formación ha sido erosionada y degradada significativamente con el paso del tiempo, dejando un borde bajo e irregular que ha sido reconfigurado por impactos posteriores. El brocal presenta un abultamiento notable al noreste, y otro menor en el lado sur. Este último se muestra como la huella en la superficie de un palimpsesto que recubre el borde sur, con un remanente de su borde norte en el suelo del cráter.
El abultamiento situado al noreste ha dejado un remanente de su origen en el suelo del cráter, como una serie de colinas bajas que se extienden desde el norte y el sureste. Estos encierran la tercera parte de la planta situada al noreste, y son indicativos de una formación de cráteres de solapamiento. Desargues está cubierto a su vez por un par de cráteres que se hallan en el borde oriental.
El suelo del cráter está a nivel y muy probablemente ha sido reconstruido por flujos de lava posteriores, o por depósitos de repliegue y de materiales eyectados, que borraron la estructura original del interior, dejando rastros de crestas donde han permanecido bajo los bordes de los cráteres. Otros cráteres menores se insertan en el brocal, con Desargues M formando una protuberancia en el borde sur y Desargues A recubriendo el borde norte.

## Cráteres satélite
Por convención estos elementos son identificados en los mapas lunares poniendo la letra en el lado del punto medio del cráter que está más cerca de Desargues.
|           | \| Desargues \| Coordenadas \| Diámetro \| \| --------- \| ----------------------------- \| -------- \| \| A \| 71°24′N 75°18′O / 71.4, -75.3 \| 30 km \| \| B \| 70°42′N 65°00′O / 70.7, -65.0 \| 50 km \| \| C \| 69°42′N 78°24′O / 69.7, -78.4 \| 12 km \| \| D \| 69°18′N 69°36′O / 69.3, -69.6 \| 11 km \| \| E \| 70°12′N 67°24′O / 70.2, -67.4 \| 31 km \| \| K \| 68°30′N 67°12′O / 68.5, -67.2 \| 10 km \| \| L \| 69°36′N 82°12′O / 69.6, -82.2 \| 13 km \| \| M \| 68°24′N 73°54′O / 68.4, -73.9 \| 30 km \| |          |
| Desargues | Coordenadas | Diámetro |
| A         | 71°24′N 75°18′O / 71.4, -75.3 | 30 km    |
| B         | 70°42′N 65°00′O / 70.7, -65.0 | 50 km    |
| C         | 69°42′N 78°24′O / 69.7, -78.4 | 12 km    |
| D         | 69°18′N 69°36′O / 69.3, -69.6 | 11 km    |
| E         | 70°12′N 67°24′O / 70.2, -67.4 | 31 km    |
| K         | 68°30′N 67°12′O / 68.5, -67.2 | 10 km    |
| L         | 69°36′N 82°12′O / 69.6, -82.2 | 13 km    |
| M         | 68°24′N 73°54′O / 68.4, -73.9 | 30 km    |